# Schenkia
Schenkia é um género de plantas com flor da família Gentianaceae. É por vezes incluído no género Centaurium.
O nome genérico é uma homenagem a Joseph August Schenk.

## Espécies
Entre outras, o género inclui as seguintes espécies:
- Schenkia australis (R.Br.) G.Mans. (Australia)
- Schenkia sebaeoides Griseb. – ʻĀwiwi (Hawaii)
- Schenkia spicata (L.) G.Mans. (North Africa, Europe, Asia)[2]